# De glanzende gletsjer
De glanzende gletsjer is het honderddrieënzeventigste stripverhaal uit de reeks van Suske en Wiske. Het is geschreven en grotendeels getekend door Paul Geerts. 
Het werd gepubliceerd in De Standaard en Het Nieuwsblad van 14 januari 1986 tot en met 27 mei 1986. De eerste albumuitgave was in september 1986.

## Locaties
- België, Hoge Venen, Angorache in Alaska, ziekenhuizen, bergen, Eskimodorp aan de voet van Mount McKinley (tegenwoordig Denali geheten), voorhistorische wereld in gletsjer

## Personages
- Suske, Wiske met Schanulleke, tante Sidonia, Lambik, Jerom, professor Barabas, de voorzitter van het wereldcomité, telegrambezorger, zuster, Eskimo’s, hoofdman, familie Fhé, Poeska en haar verloofde, holbewoners en hun hoofdman, ijsbeer met jong

## Het verhaal
De vrienden gaan een week langlaufen in de Hoge Venen. De professor gaat met hen mee na zijn studie over de oorsprong van de mens op aarde. Ze worden gevolgd door een rode wagen en professor Barabas wordt ook in de bergen achtervolgd. Het blijkt een telegrambezorger te zijn, die de professor een uitnodiging voor het Wereldcomité voor de wetenschappen geeft; Barabas is namelijk verkozen tot geleerde van het jaar. 
Sidonia blijft in het vakantiehuisje, terwijl de vrienden naar Anchorage vliegen. De professor wordt op het vliegveld door twee mannen aangesproken. Hij stelt zijn vrienden later voor aan de voorzitter van het wereldcomité. Tijdens de uitreiking stort professor Barabas plotseling neer. Barabas wordt afgevoerd met een ambulance, maar Jerom denkt dat de professor ontvoerd is. Inderdaad blijkt de professor later in geen enkel ziekenhuis te zijn opgenomen. Later worden de vrienden worden meegenomen naar een blokhut, waar professor Barabas ook is. Hij mankeert niets en vertelt dat hij met een verdovingspijltje werd neergeschoten. Op het vliegveld kreeg hij bericht over een Eskimostam, die leeft als honderden jaren daarvoor aan de voet van de glanzende gletsjer aan de voet van Mount McKinley. Een beeldschone vrouw, Poeska, is uit het dorp ontvoerd en er komen geluiden uit de gletsjer. De vrienden gaan met een landrover de bergen in, maar moeten door slecht weer te voet verder. Jerom vindt twee eskimo’s die de vrienden naar het dorp brengen. 
Jerom en Lambik gaan meteen naar het echtpaar Fhé, de ouders van de verdwenen Poeska. De professor praat met de hoofdman. Suske en Wiske vinden later een ijsberenjong. Vervolgens komen de vrienden in de voorhistorische wereld in de gletsjer terecht, waar nog holbewoners leven en waar ook Poeska is. Lambik en Jerom dreigen tegen hun zin te worden uitgehuwelijkt, maar Poeska blijkt al een verloofde te hebben.